# 北海道道237号池田停车场高岛线
北海道道237号池田停车场高岛线（日语：北海道道237号池田停車場高島線）是一条位于北海道十胜综合振兴局管内中川郡池田町内的普通道级道路（北海道道）。

## 指定区間
- 起点：北海道中川郡池田町字東1条（＝JR北海道 池田站）
- 終点：北海道中川郡池田町字高島（＝国道242号交点）
- 总長：10.9千米

## 共线区间
- 池田町字大通1丁目 - 池田町字西1条8丁目（北海道道73号带广浦幌线）
- 池田町字高島（北海道道496号下居边高岛停车场线）

## 经过的自治体
- 十勝综合振興局
  - 中川郡池田町

## 主要连接道路
- 北海道道73号帯广浦幌線＝大通1丁目、西1条8丁目（重複）
- 北海道道496号下居边高島停車場線＝高島（重複）

## 历史
- 1957年3月30日 路線勘定。（1957年北海道告示第493号）
- 1994年10月1日 路線编号变更为237号。（1994年北海道告示第1468号）

## 其他
- 沿着已废弃的北海道池北高原铁道家园银河线線路遗迹而行。